# Joey Image
Joey Image (Weehawken, 5 de marzo de 1957 - 1 de junio de 2020) fue un baterista estadounidense, reconocido por su trabajo con la banda de punk rock Misfits entre 1978 y fines de 1979.

## Carrera
Image se unió a Misfits en noviembre de 1978, participando en las sesiones de grabación de los sencillos Horror Business y Night of the Living Dead en 1979. En diciembre del mismo año, tras la gira británica de Misfits con The Damned, Image abandonó la formación. Luego de su experiencia con Misfits se unió a la agrupación Whorelords. Otras bandas donde tocó fueron Human Buffet, Psycho Daisies, The Mary Tyler Whores, The Strap-Ons, The Bell Ringers, Evil Doers, The Hooples, Jersey Trash, The Hollywood 77's y The Undead.
Se reunió brevemente con Misfits el 26 de octubre de 2000 en Fort Lauderdale, Florida, un día después de la salida de los miembros Dr. Chud y Michale Graves. Al quedar sin baterista, Jerry Only convocó a Joey para interpretar algunas canciones como "Horror Business", "We Are 138", "Attitude", "Teenagers From Mars", "Hollywood Babylon", "London Dungeon" y "Where Eagles Dare". El baterista Eric Arce tocó el resto de canciones en el concierto.

## Plano personal y fallecimiento
Image pasó gran parte de su vida en Nueva York y sus últimos años en Florida. Luego de su salida de Misfits, Image se casó con la actriz y modelo Patty Mullen. En 2003 se trasladó a Los Ángeles, California. En 2016 se le diagnosticó cáncer de hígado, a causa del cual estaba pendiente de un trasplante de hígado.
El baterista falleció el 1 de junio de 2020.

## Discografía

### Con Misfits
- Horror Business (1979)
- Night of the Living Dead (1979)